# Avia BH-20
Avia BH-20 byl civilní cvičný letoun postavený v Československu v roce 1924. Jednalo se o jednomotorový dvouplošník konvenční konfigurace, vyrobený společností Avia, Miloš Bondy a spol., továrna na letadla, Praha-Holešovice.

## Vznik a vývoj
Toto malé cvičné letadlo vzniklo v plodném roce 1924 holešovické továrny společnosti Avia, Miloš Bondy a spol., továrna na letadla, Praha-Holešovice. Letoun zalétal tovární pilot Karel Fritsch 10. února 1924.
Konstruktéři Pavel Beneš a Miroslav Hajn se pokusili postavit školní, akrobatický letoun v dvouplošném provedení stejné kategorie a parametrů jako měl letoun Avia BH-10. Letoun měl být součástí technického vybavení pro třístupňový výcvik stíhacích pilotů československého letectva. Následovat měl výcvik na stíhacích letounech Avia BH-21 a BH-22. Myšlenka se však neujala a byl tedy vyroben jen jeden prototyp.

## Popis letounu
Jednomotorový jednomístný vzpěrový dvouplošník celodřevěné konstrukce byl postaven s pevným podvozkem a zadní ostruhou. Křídla byla vyztužena N-vzpěrami v polovině rozpětí křídla. V původním provedení byl letoun dvoumístný. Pilot a instruktor seděli v tandemových, otevřených kokpitech. Letoun byl původně poháněn hvězdicovým vzduchem chlazeným pětiválcovým motorem Walter NZ-60.
Letadlo BH-20 bylo pozoruhodné i tím, že mělo jako prvý dvouplošník firmy Avia horní křídlo o větším rozpětí než dolní. Dosud a ještě delší čas potom měly dvojplošníky BH vždy spodní křídlo větší.
Později byl tento motor vyměněn za další typ ve vývojové řadě hvězdicových motorů Walter, za silnější sedmiválcový motor Walter NZ-85. Modernizované letadlo BH-20 s motorem Walter 85 ks (1927), vystavené na IV. mezinárodní letecké výstavě v Praze, bylo označeno jako zcela nový typ školního letadla. V komentářích byla ceněna jeho jednoduchost, snadná výroba i snadné opravy, což by tento typ mělo opravňovat k nejlepším nadějím, neboť se řadil svými vlastnostmi hned k světovým školním letadlům.
Záměr s výcvikovým využitím však nevyšel, proto byl letoun přestavěn na jednomístné, akrobatické provedení.

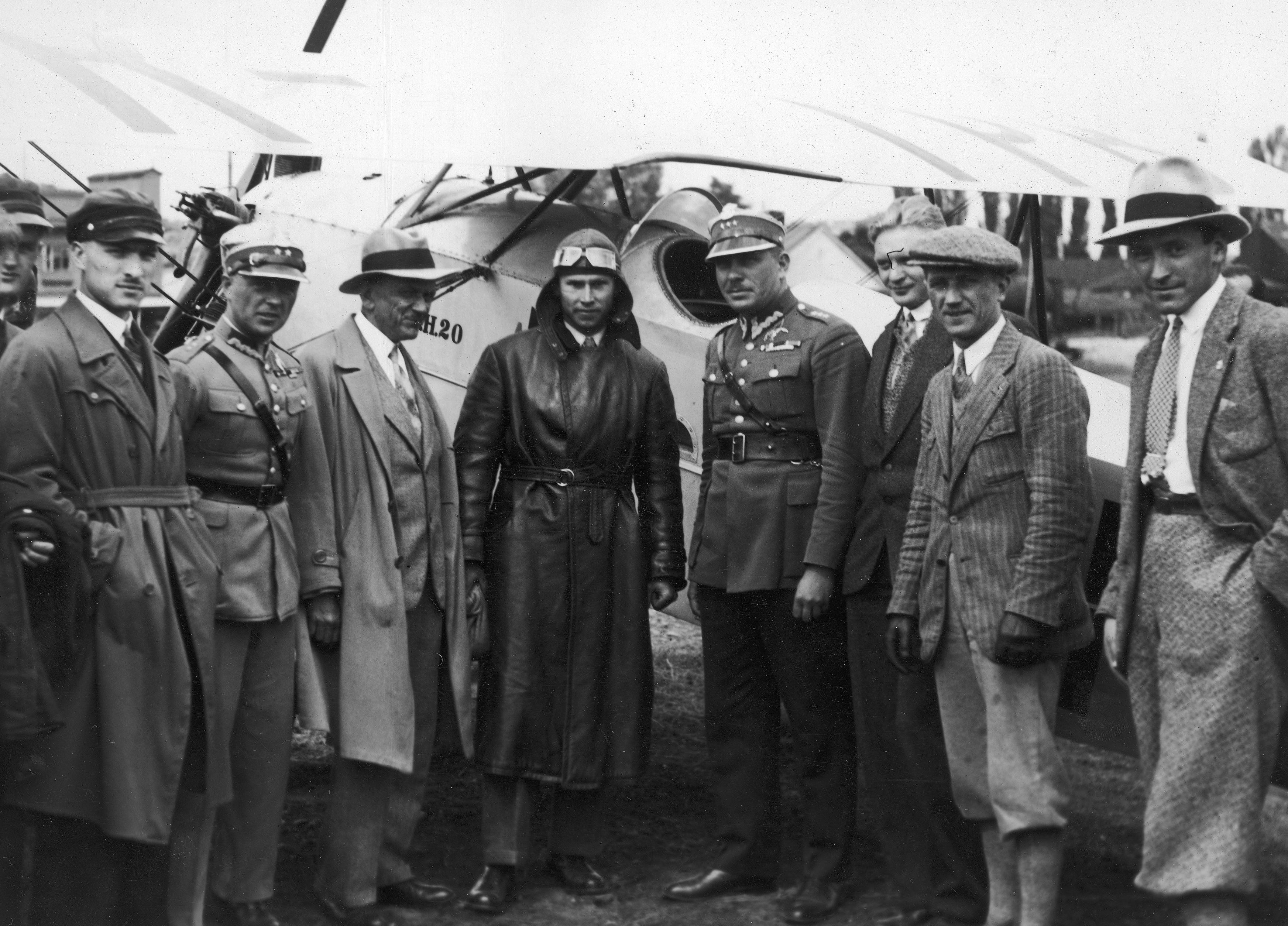
Zahájení soutěže Międzynarodowe Zawody Lotnicze. Československý pilot ing. Vladimír Šimůnek (v koženém kabátě) a jeho Avia BH-20 (1932)

## Použití
Byl vyroben pouze jeden prototyp, který využívala pro demonstrace továrna Avia. Letoun byl imatrikulován až 2. prosince 1931 v leteckém rejstříku pod označením OK-IPB. Letoun byl darován vojenskému pilotovi ing. Vladimíru Šimůnkovi (bratr Bohuslava Šimůnka, oba zkonstruovali a postavili letadlo VBŠ Kuňkadlo), který s ním létal při různých veřejných příležitostech, zvláště na leteckých dnech.
Letecký den Východočeského Aeroklubu v Pardubicích se konal 13. září 1931 za přítomnosti ministerského předsedy F. Udržala. Aeroklub RČs. obeslal tento letecký den svými klubovými letadly, Letov Š-10 řízené ing. Vernerem s pozorovatelem E. Čihákem, správcem letiště Praha, a letadlo BH-20 s motorem Walter, řízené npor. ing. Šimůnkem. Obě letadla byla předmětem pozornosti členů Východočeského Aeroklubu. Odpoledne se konala soutěž o „Memoriál Ing. J. Kašpara“, jako soutěž pravidelnosti na trojúhelníku o délce přibližně 13,5 km. Npor. ing. V. Šimůnek obsadil na letounu BH-20 v této soutěži pěkné 5. místo.

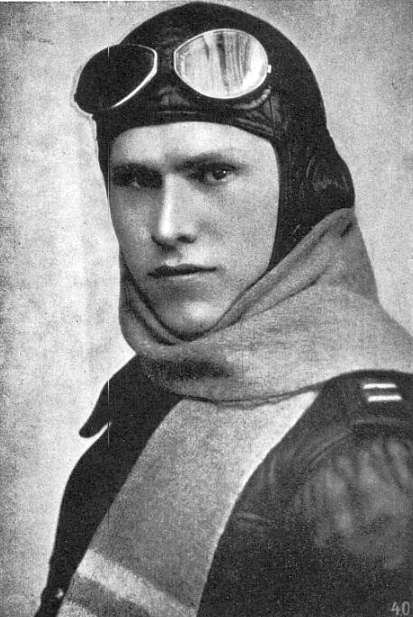
Vladimír Šimůnek, československý pilot (1930)

Na Mezinárodním meetingu ve Varšavě 18.-19. června 1932 (Międzynarodowe Zawody Lotnicze w Warszawie) se účastnila celkem 4 československá letadla: Avia BH-11, BH-20, BH-22, Junkers F-13. V soutěži na okruhu se umístil ing. V. Šimůnek na Avii BH-20 (OK-IPB) jako pátý a 3. místo získal v akrobatické soutěži.
Letecký den Východočeského Aeroklubu v Pardubicích se konal 9. října 1932. Po skončení závodu o "Memorial Ing. J. Kašpara" byl zahájen vlastní letecký den soutěží v přistání na cíl. Z 500 m se přistávalo se zastaveným motorem k určenému bodu. V této soutěži obsadil ing. V. Šimůnek na Avii BH-20 celkově 4. místo, když vyznačenou metu "přejel" o 14,40 m. Hlavním bodem programu byla soutěž v akrobacii. Bylo to vlastně jen předváděni, neboť akrobacii předváděli jen dva letci, npor. ing. Šimůnek předvedl akrobacii na letadle BH-20, rtm. Novák na BH-9.
Od roku 1935 byl letoun ve vlastnictví Aeroklubu Republiky Čs. Při slavnostním otevírání nového hangáru Aeroklubu RČs. v květnu 1935 na pražském letišti ve Kbelích byl pokřtěn i letoun Aero BH-20. Paní Ali Urbanová ho slavnostně pokřtila jménem Ali. U Aeroklubu byl osazen opět motorem Walter NZ-60.
Z leteckého rejstříku byl vymazán 7. března 1936.

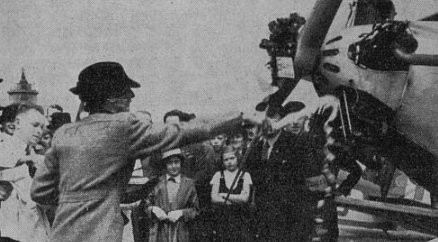
Avia BH-20, křest letadla jménem Ali (1935)

## Uživatelé
- Československo
  - Avia, Miloš Bondy a spol., továrna na letadla, Praha-Holešovice (1924-1931)
  - ing. Vladimír Šimůnek (1931-1935)
  - Aeroklub Republiky Československé (1935-1936)

## Specifikace
Data podle

### Technické údaje
- Posádka: 1
- Rozpětí: 7,88 m
- Délka: 6,29 m
- Výška: 2,30 m
- Nosná plocha: 16,10 m2
- Plošné zatížení: 30,00 kg/m2
- Hmotnost prázdného letounu: 345 kg
- Vzletová hmotnost: 485 kg
- Pohonná jednotka: 1× pístový, hvězdicový vzduchem chlazený pětiválcový motor Walter NZ-60
  - maximální, vzletový výkon: 75 k (55 kW) při 1750 ot/min
  - jmenovitý, nominální výkon: 60 k (44 kW) při 1400 ot/min
- Vrtule: dvoulistá dřevěná s pevným nastavením

### Výkony
- Maximální rychlost: 160 km/h
- Cestovní rychlost: 140 km/h
- Dostup: 4 000 m
- Vytrvalost: 3 h
- Stoupavost: 3,3 m/s (186 m/min)